# Lernu!
lernu! je večjezični, spletni brezplačni projekt za promocijo in učenje esperanta. Ime Lernu izhaja iz velelne oblike esperantskega glagola lerni, kar pomeni »učiti se«. Spletno stran upravlja E@I, mednarodna mladinska organizacija, ki je začela delovati kot delovna skupina Svetovne esperantske mladinske organizacije.
Vsebina spletne strani vključuje različna orodja za učenje esperanta, kot so vaje, igre, slovarji, povzetke in razlage slovničnih pravil, izpitni sistem in multimedijska knjižnica s knjigami, glasbo, glasovnimi zgodbami in videoposnetki. Spletno mesto ponuja tudi komunikacijske storitve, kot so klepetalnik, forumi za razprave o različnih temah in novice o dogodkih, povezanih z esperantom. Esperantisti in esperantske organizacije lahko na spletni strani oglašujejo svoje dejavnosti in storitve.

## Zgodovina
Ideja projekta lernu! je bila prvič predstavljena na prvem seminarju Esperanto@Interreto (zdaj E@I) v Stockholmu na Švedskem aprila 2000, razvili pa so ga oktobra 2001 na drugem seminarju E@I v Uppsali. Julija 2002 je projekt prejel finančno podporo ameriške Esperantic Studies Foundation (ESF), delo na spletni strani pa se je začelo avgusta istega leta. Spletna stran je postala dostopna javnosti 21. decembra 2002, od takrat naprej ga nadzoruje in razvija E@I s podporo ESF ter s pomočjo številnih posameznih podpornikov in pomočnikov.
V štirih letih razvoja projekta je sodelovalo več ljudi. Ožja ekipa je bila odgovorna za splošni nadzor in razvoj lernu!. Pri tem so jim pomagali številni oblikovalci in programerji. Desetine prevajalcev je uporabilo posebej izdelan spletni prevajalski sistem, da je bilo spletno mesto na voljo v več kot 20 jezikih.

## Tečaji
Na spletni strani je na voljo več tečajev, od preprostega učenja besed (Bildoj kaj Demandoj) do bolj naprednih tečajev, ki vključujejo kompleksne naloge, kot je prepisovanje zgodb (Kio okazas).

## Vmesnik
Uporabniki si lahko ogledajo vmesnik spletne strani v 24 jezikih – katalonščini, kitajščini (poenostavljeni in tradicionalni znaki), danščini, angleščini, esperantu, finščini, francoščini, gruzinščini, nemščini, hebrejščini, madžarščini, italijanščini, kirundiju, svahiliju, norveščina (bokmål), perzijščina, portugalščina, romunščina, ruščina, srbščina, slovaščina, slovenščina, švedščina in ukrajinščina; nadaljnjih pet jezikov – bolgarščina, hrvaščina, češčina, indonezijščina in španščina – ima vsaj 70 odstotkov vmesnika prevedenega; devet dodatnih jezikov – nizozemščina, grščina, japonščina, korejščina, litovščina, poljščina, tajščina, turščina in vietnamščina – pa je v različnih fazah dokončevanja prevoda vmesnika.

## Statistika
- Približno 50.000 uporabnikov lernu.net ima vsaj osnovno razumevanje esperanta.[navedi vir]
- Leta 2013 je spletno mesto poročalo o 150.000 registriranih uporabnikih in je imelo med 150.000 in 200.000 obiskovalcev vsak mesec.[2]
- Oktobra 2018 je Lernu imel 320.000 registriranih uporabnikov.
- Trenutno spletno stran obišče skoraj 75 tisoč obiskovalcev na mesec.[3]
- Večina obiskovalcev prihaja iz Evrope, jugovzhodne Azije in obeh Amerik.[4][5]